# سالجان خاتون
سالجان خاتون (بالتركية: Selcen Hatun)‏ هي خطيبة كان تورالي في كتاب دده كوركوت .

## عنها
سالجان خاتون بالفستان الأصفر هي كان خطيبة تورالي. يُظهر لقب "الثوب الأصفر" أن سالجان خاتون جميلة للغاية. ألقاب سالجان خاتون "سيدة الجمال" و"الصوت الرقيق" هي أيضًا من مؤشرات جمالها. ويقول د. عبد اللاييف إن كلمة "Selcen" مشتقة من الكلمة التركية القديمة "sel" والكلمة الفارسية "can" وتعني "راحة البال، السلام". يذكر د. عبد اللاييف أن كلمة "Selcen" تعني "الوجه المشرق"، "الجسم المشرق".

تم تصوير سالجان خاتون، التي أحبها تورالي خان، من كتاب كانتورالي بن كانلي قوجا ، بفستانها الأصفر."هاه!" من أجل فتاة ترتدي فستانًا أصفر من كان تورالي. قال. 
سالجان خاتون بفستان أصفر تطل من القصر، ومن تنظر إليه تحترق بالحب!
لعبت الممثلة التركية ديدام بالشين بدور سالجان خاتون في مسلسل قيامة أرطغرل والمؤسس عثمان.

## أنظر أيضا
- كتاب دده كوركوت

1. ↑  "The Book of Dede Korkut | Encyclopedia.com". www.encyclopedia.com. مؤرشف من الأصل في 2023-05-01. اطلع عليه بتاريخ 2024-04-11.